# Либуша
Либуша или Либуше је легендарна чешка принцеза и пророчица, која се сматра митским претком свих Чеха. Била је удата за кнеза Пшемисла чиме је зачета династичка лоза Пшемисловића која је 500 година управљала Чешком. 
Такође, она је према легенди основала је град Праг у 8. веку. Композитор Беджих Сметана аутор је истоимене опере Либуша.